# Celesztin
A Celesztin latin eredetű férfinév, jelentése: mennyei, égi.  Női párja: Celesztina.

## Gyakorisága
Az 1990-es években szórványos név, a 2000-es években nem szerepel a 100 leggyakoribb férfinév között.

## Névnapok
- április 6.[2]
- május 19.[2]
- július 27.[2]

## Híres Celesztinek
- I. Celesztin pápa
- V. Celesztin pápa
- Pállya Celesztin (1864–1948) festő.